# Quy lão Kame
Quy lão tiên sinh hay Võ thiên Lão sư (武天老師 Muten Roshi) là một trong những nhân vật chính của bộ truyện Bảy viên ngọc rồng. Ông là người thầy đầu tiên của Goku, nhân vật chính và đã dạy cậu Kamehameha.

## Tên gọi

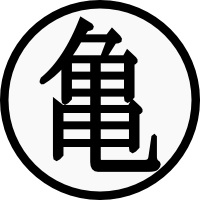
Logo môn phái Kame trên áo võ sinh

Tên của ông được bắt nguồn từ Nhật 老师 và dịch qua tiếng Trung là lǎoshī. Ông còn được biết đến với tên gọi là Võ Thiên Lão Sư, Quy lão tiên sinh hoặc Thần rùa. Cái tên Jackie Chun (được ông dùng trong Đại hội võ thuật) bắt nguồn từ tên của Jackie Chan.

## Tuổi trẻ
Tuổi trẻ của ông được biết qua một vài sự kiện như trèo lên tháp Karin tu luyện, cùng sư phụ Thái đẩu và sư đệ Hạc lão chiến đấu sinh tử với Piccolo Daimao.

## Bản thân
Quy lão ít xuất hiện ngoài xã hội. Ông chỉ cùng vật nuôi là Rùa con ở trong Kame House trên một hòn đảo nhỏ. Ông rất hiếm khi nhận đệ tử, trường hợp của nhóm bạn Goku là các trường hợp ngoại lệ. Những phương pháp dạy võ của ông khá hài hước: giao sữa, tìm viên đá đã bị ném ra xa, cày ruộng,.. Ông cũng rất quan tâm đến học trò của mình, là một người thầy chu đáo, biết nhìn xa, hết lòng vì sự phát triển của học trò. Để không muốn học trò ra vẻ ta đây mà thay vào là tập luyện để càng mạnh thêm, ông đã tham gia đại hội võ thuật với một diện mạo và cái tên cực mới, Jakie Chun. Ông cũng có bản chất mê gái (Bulma và Launch là ví dụ).
Quy lão tính tình vui vẻ dí dỏm nhưng rất thích chọc các cô gái và đọc tạp chí dành cho người lớn, đã có lần Krillin dùng sách này để đánh lạc hướng Quy Lão Tiên Sinh (Dựa theo nguyên bản truyện tiếng Nhật của Dragon Ball)
Ông đã sáng tạo ra chiêu thức lợi hại Kamehameha, Ông không trực tiếp dạy, nhưng những đồ đệ của ông (Son Goku, Yamcha, Krillin) đều thi triển được chiêu thức này. Kamehameha cũng là chiêu thức phổ biến nhất truyện.

## Chiến đấu với Piccolo lần 2
Nhờ dấu hiệu đặc trưng mà Tambourine (quái vật do Piccolo sinh ra) để lại, Quy lão đã phát hiện ra sự trở lại của Piccolo. Ông cùng Tien Shinhan, Chaozu lập mưu cướp ngọc rồng từ Piccolo để cầu rồng thần tiêu diệt hắn, nhưng Piccolo ranh ma đã phát hiện và làm hỏng kế hoạch. Ông buộc phải ra mặt đấu với Piccolo. Ông thi triển thành công phép Ma Phong Ba, nhưng lại nhắm trượt mục tiêu, khiến Piccolo không bị nhốt vào trong nồi. Ông kiệt sức và hi sinh. Sau này nhờ Goku mà ông được sống lại.
Đây cũng là lần cuối ông tham gia chiến đấu bảo vệ Trái Đất, và từ đó về sau trọng trách bảo vệ Trái Đất được giao cho Goku và những người bạn.

## Diễn viên lồng tiếng trong phim anime
- Japanese: Kouhei Miyauchi (Dragon Ball to Dragon Ball Z Episode 260), Hiroshi Masuoka (Dragon Ball Z Episode 288 to 291, Dragon Ball GT and Video Games), Kinya Aikawa (The Path to Power) and Masaharu Satou (Wrath of the Dragon and Dragon Ball Kai).
- Ocean Dub: Ian James Corlett (TV Series) và Dave Ward (Movies).
- Funimation Dub: Mike McFarland.
- Lồng tiếng Việt: Tạ Bá Nghị (DB Kai), Đặng Hạnh Phúc (Dragon ball, DB Z Kai the final chapter và Dragon Ball Super)

Trong phim người đóng năm 2007, vai diễn Quy lão Kame do Châu Nhuận Phát đamt nhiệm